# نیکولا هابز
نیکولا هابز (انگلیسی: Nicola Hobbs؛ زادهٔ ۱۰ مهٔ ۱۹۸۷) بازیکن فوتبال اهل انگلستان است که آخرین بار قبل از فصل ۲۰۱۸/۲۰۱۹ مسابقات فوتبال قهرمانی زنان انگلستان به عنوان دروازه‌بان برای شفیلد یونایتد قرارداد امضا کرد. با این حال، او در ماه اکتبر باشگاه را ترک کرد.